# Boulevard de la Madeleine
Il boulevard de la Madeleine è uno dei Grand Boulevards di Parigi. Esso fa parte della "catena" che da ovest ad est è costituita, oltre ad esso, dai boulevard des Capucines, des Italiens e Montmartre.
Lungo 220 m e largo 43,30, ha inizio all'incrocio fra le vie Cambon, de Sèze, des Capucines ed il boulevard des Capucines, del quale è la continuazione, e termina ai numeri 10-16 di Place de La Madeleine. Tracciato nel 1676, prende il nome dalla chiesa della Madeleine. Tocca gli arrondissement di Parigi I, VIII e IX.
Il boulevard è servito dalle stazioni della metropolitana di Parigi Opéra e Madeleine.

## Luoghi di particolare interesse
(per numero civico)
- N. 11: nel sottosuolo dell'immobile morì Alphonsine Plessis (detta Marie Duplessis), resa celebre da Alexandre Dumas figlio, con il nome di La signora delle camelie e da Giuseppe Verdi nella sua opera La traviata[1].

- N. 12: Palazzo della Compagnia delle Messaggerie Marittime. D'ispirazione classica, fu progettato dall'architetto J. de Saint-Maurice e costruita dagli ingegneri Lugagne e de Bouillanne nel 1916. Fu l'antica sede delle Messagerie Marittime, grosso immobile tra il boulevard de la Madeleine, e le vie de Sèze, Vignon (22 finestre sulla facciata) e Godot-de-Mauroy. Le sue mura riportano bassorilievi con sculture di tema marittimo. Dal 1975 non è più sede della Compagnia delle Messaggerie Marittime, trasferitasi nella Torre Winterthur alla Défense.
- N. 25: ubicazione della Galleria Bernheim-Jeune dal 1906 al 1925